# Новокриворіжжя
Новокриворі́жжя — село Криворізької сільської громади Покровського району Донецької області, Україна.
До села пролягає автошлях місцевого значення С050713 Новокриворіжжя — Криворіжжя (5.5 км).

## Історія
В 100 м від пам'ятника в селі Новокриворіжжі забутий і занедбаний непримітний могильний горбок, під яким безсовісно забуті бійці 79 кавалерійської дивізії 5 кавелерійського полку прориву 1942 року. Немає ні хреста ні інших знаків поховань. Історія наступна: Взимку 1942 року 79 кавалерійська дивізія 5 кавалерійського полку відступала через село Новокриворіжжя, де у не рівному бою 02.02.1942 року втратила 141 бійця. Так як це була зима, то бійців склали у дві земляні силосні ями і закопали чим змогли. На одній із силосних ямстоїть памятник, а друга забута і заброшена.